# 邻氨基苯甲醛
邻氨基苯甲醛（2-氨基苯甲醛）是一种有机化合物，化学式为C6H4(NH2)CHO。其是氨基苯甲醛的三种同分异构体之一，为低熔点黄色液体，可溶于水。

## 制备及反应
一般使用邻硝基苯甲醛与铁或硫酸亚铁反应制备邻氨基苯甲醛。与其他氨基酮类物质相似，由于容易发生自缩合反应而不稳定。
邻氨基苯甲醛可以通过弗里德兰德合成反应制喹啉：
而通过模板反应，也可以产生三聚和四聚的缩合产物，可作配体。

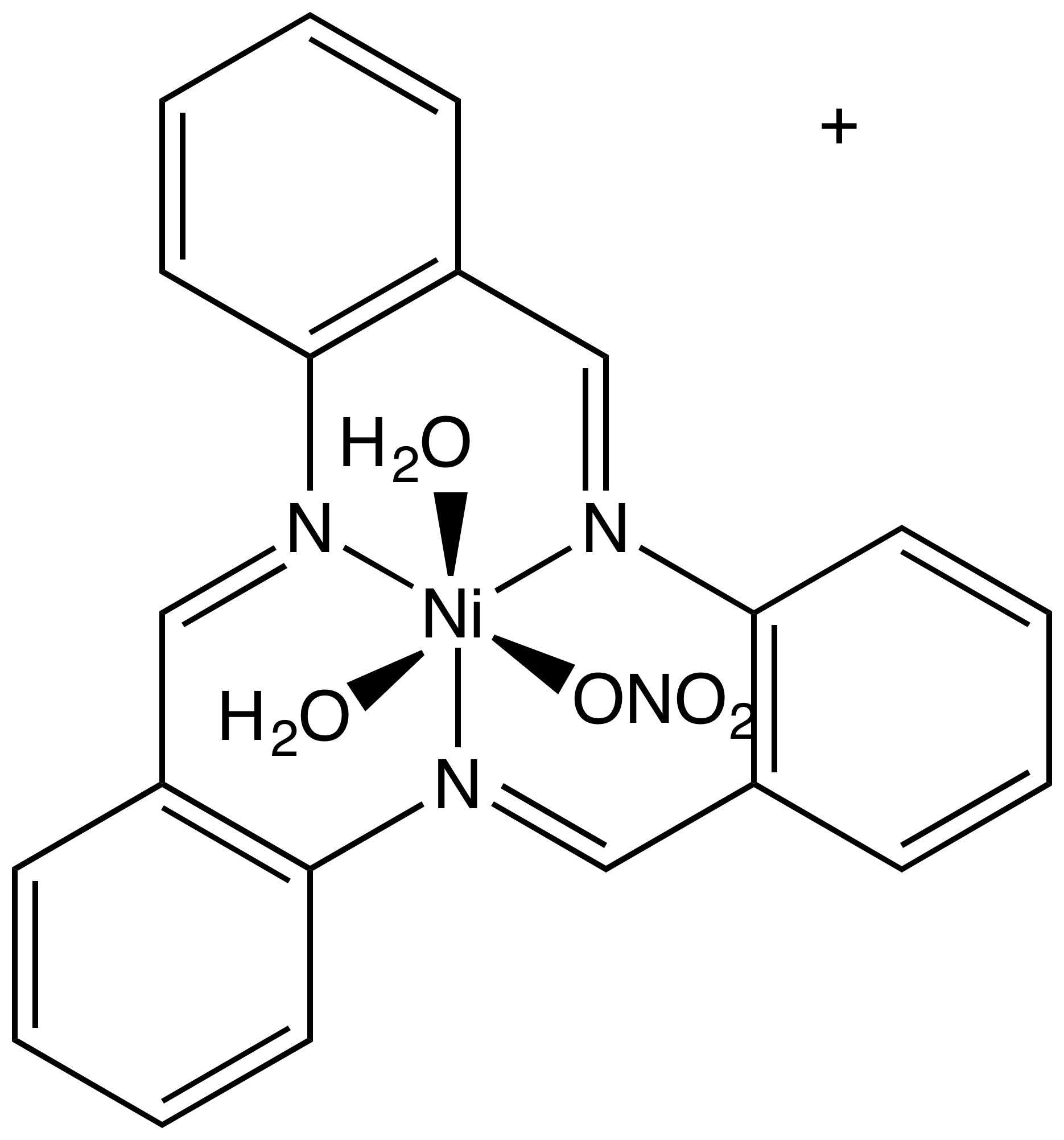
水合镍硝酸盐与三等份衍生自邻氨基苯甲醛的配体形成的络合物结构